# Søren Egge Rasmussen
Søren Egge Rasmussen  (født 2. juli 1961 på Fussingø Vandmølle) er en dansk politiker som har været medlem af Folketinget for Enhedslisten siden 2015 valgt i Østjyllands Storkreds.
Rasmussen gik på Randers Realskole og fik sin eksamen fra Randers Statsskole i 1981. I 1991 blev han uddannet som tømrer. Senere videreuddannede han sig indenfor økologisk landbrug.
Han begyndte sin politiske løbebane i fredsbevægelsen, i solidaritetsarbejde med Mellemamerika og i fagligt arbejde for bedre arbejdsmiljø og organisering af lærlinge. 
Rasmussen flyttede til Århus i 1985, blev medlem af Enhedslisten i 1991, og to år senere valgt til Århus Byråd. Første gang opstillet til Folketinget i 1998, i 2015 blev han valgt ind fra Østjyllands Storkreds. Han blev ved Folketingsvalget 2019 førstesuppleant for Nikolaj Villumsen. Villumsen var kort tid forinden også var blevet til Europa-Parlamentet og afgav sin plads i Folketinget til Rasmussen som derfor kunne fortsætte som folketingsmedlem.
Ved Folketingsvalget 2022 blev han genvalgt. Det var da med blot 264 personlige stemmer.